# Opera dei pupi
La opera dei pupi (opra î pupi a Palermo, opira î pupi a Catania) es el teatro tradicional de marioneta de Sicilia. 
Declarada en 2001 por la Unesco “Obras Maestras del Patrimonio Oral e Intangible de la Humanidad”, se remonta a la tercera década del siglo XIX y tuvo un gran éxito entre las clases populares, convirtiéndose en una de las expresiones más significativas de la memoria histórica y de la identidad cultural de Sicilia. 
Los titiriteros (que se llaman “pupari”) animan los pupi para representar relatos por entregas derivados de la literatura épico-caballeresca de origen medieval, con particular referencia al ciclo carolingio y, de forma más limitada, a las novelas artúricas, así como reelaborados en la Historia de la Paladines de Francia de Giusto Lo Dico, "recopilación de los poemas caballerescos italianos del Renacimiento en los que se reelabora libremente la literatura francesa de la Edad Media". Publicada en fascículos desde 1858, la obra escrita en prosa reúne y reelabora los poemas de la literatura culta, entre ellos Orlando enamorado, Orlando Furioso y Jerusalén liberada.
También forman parte del repertorio tradicional narraciones histórico-románicas, historias de bandidos, obras de William Shakespeare, como Romeo y Julieta, Macbeth, y farsas. 

## Historia
Es difícil establecer dónde comenzó exactamente la opera dei pupi. "Cuentan las crónicas que los iniciadores de la Opra en Palermo fueron Don Gaetano Greco (1813-1874) y Don Liberto Canino, mientras que en Catania fueron Don Gaetano Crimi (1807-1877) y su antagonista Giovanni Grasso (1792-1863)".
Los pupi en paje (es decir, sin armadura) ciertamente preceden a los pupi armados y servían para representar algunos cuentos y farsas sicilianas, que aún hoy se representan. De los estudios se desprende también que, desde el siglo XVI, en toda Europa las novelas de caballerías se escenificaban con marionetas y en el siglo XVIII también se atestiguan espectáculos de este tipo en Sicilia, en Nápoles (ya conocida desde la primera mitad del siglo XIX gracias a Giuseppina d'Errico llamada "Donna Peppa”). 
Sin embargo, sólo en las primeras décadas del siglo XIX, en Sicilia, el repertorio caballeresco tuvo un gran éxito entre las clases populare, determinando una serie de innovaciones técnicas y figurativas.
Esto ocurre, probablemente, como efecto retardado del interés prerromántico y romántico por la Edad Media. Pero también es consecuencia de ingeniosas invenciones técnicas que permiten que el combate sea extraordinariamente eficaz, convirtiéndose en una estimulante danza, ritmada in crescendo por los golpes del casco que pisa el titiritero, de tal manera que solicita una intensa participación psicomotriz en el público, y que recuerda a las danzas armadas extendidas por toda Europa. En el siglo XIX, el predominio de los temas caballerescos, la ordenación canónica del repertorio, la introducción de armaduras metálicas que hacían brillar a los títeres y su estruendo, y la mecánica especialmente adecuada para representar combates a espada determinaron así el nacimiento de la ópera de títeres.
Existen numerosos estudios sobre la Opera dei pupi sicilianos. A las históricas investigaciones de Antonino Buttitta, Antonino Uccello, Janne Vibaek, Carmelo Alberti, siguen las investigaciones más recientes de Ignazio E. Buttitta, Bernadette Majorana, Alessandro Napoli e Rosario Perricone. Imprescindibles los estudios de Giuseppe Pitrè y Sebastiano Lo Nigro y el libro L’Opera dei pupi de Antonio Pasqualino (Sellerio 1977). A estos estudios de carácter científico, se suman las narraciones y memorias editadas por los mismos pupari.
A lo largo del tiempo, la Opera dei pupi ha atravesado algunos períodos de grave crisis: Giuseppe Pitre registró su declive a finales del siglo XIX; una nueva crisis se remonta a la década de 1930 debida a la expansión del cine; la más reciente e incisiva es la crisis de los años cincuenta y sesenta cuando los barrios populares de las ciudades empezaron a vaciarse y la cultura tradicional comenzó a ser rechazada por las clases populares, alcanzadas también por las nuevas formas de bienestar económico de la era consumista. A pesar de estas dificultades, la Opera dei pupi es todavía hoy practicada por varias compañías isleñas, históricas o más recientes, y atrae a nuevos públicos mostrando una vitalidad renovada.
La proclamación de la Opera de los pupi sicilianos como "Obra maestra de la UNESCO del patrimonio oral e inmaterial de la humanidad" en 2001, previa solicitud apoyada por la Asociación para la conservación de las tradiciones populares, ha contribuido enormemente a relanzar la atención sobre la Opera dei pupi. Primera práctica italiana que ha obtenido este importante reconocimiento, en 2008, la Opera dei pupi ha sido inscrita en la Lista Representativa del patrimonio cultural inmaterial de la humanidad, tras haber sido ratificada por Italia de la Convención para la salvaguardia del patrimonio cultural inmaterial de 2003 .

## El pupo y el puparo: características generales
Equipados con un armazón de madera, los pupi tienen una armadura real, ricamente decorada y cincelada, y varían en sus movimientos según la "escuela" a la que pertenecen, ya sea Palermo, Catania. Se diferencian en algunos aspectos mecánicos y figurativos y en algunos temas.
En general, el armazón consiste en un torso de madera, al que se unen las piernas, que realizan un movimiento pendular. Se mueven con hilos y hierros. El hierro principal, al que se sujetan los hilos que sirven para maniobrar las extremidades, atraviesa la cabeza y la une al torso. El extremo superior del hierro tiene forma de gancho: sirve para colgar la marioneta, incluso cuando está en el escenario, y, si está inclinado, para hacer que se mueva.
Desde el punto de vista figurativo, se puede hacer una distinción general entre los personajes con armadura (armados) y los que no la tienen (en paje), cuyas características responden a un complejo código iconográfico. La armadura y el vestuario de las marionetas siguen la moda romántica del siglo XIX de representar la Edad Media.
Entre los personajes armados, se distinguen héroes cristianos y sarracenos. Los guerreros cristianos tienen rostros apacibles y rasgos simétricos, llevan una falda (llamada faroncina en Palermo y vesti en Catania) y exhiben los emblemas de su linaje en el casco, coraza y escudo, lo que permite al público reconocer a los personajes. Los sarracenos tienen unos rasgos faciales más pronunciados, suelen llevar pantalones y turbantes y sus armaduras están decoradas con medias lunas y estrellas. 
Entre los personajes en pajes, destacan los cómicos: en Catania, el más conocido es Peppininu, una máscara popular  que actúa como escudero de Orlando y Rinaldo; en cambio en Palermo, Nofrio y Virticchio actúan en farsas, de carácter cómico y satírico, que a menudo cerraban la representación y que se remontan al vastasate, representaciones cómicas derivadas de la Commedia dell'Arte.
El puparo -también llamado "oprante", "teatrinaro" y, en Nápoles, "pupante"- dirige el teatro, se ocupa del espectáculo y anima a los pupi, dando sugestión, ardor y pathos a las escenas épicas representadas; pinta las escenas y los carteles, y a veces construye los pupi (en particular, el término "puparo" indica el constructor, aunque hoy se utiliza en un sentido más genérico). Los pupari son los guardianes de un vasto patrimonio de historias, códigos de actuación y técnicas de construcción que todavía hoy se transmiten oralmente de maestro a alumno.
Para promocionar las actuaciones, se colocaban carteles en el exterior de los teatros, que ahora se utilizan para decorar las paredes de los mismos. Pintados con colores vivos, representaban los diferentes episodios del ciclo carolingio e informaban del punto de la narración al que se había llegado.
Los pupi, los carteles, la escenografía y los objetos escénicos constituyen el mestiere (oficio) de la compañía, es decir, el conjunto de objetos necesarios para la puesta en escena del espectáculo.

### Transmisión del patrimonio
Los pupari, que constituyen la comunidad patrimonial de la Opera dei pupi, son los custodios de un vasto y complejo patrimonio que todavía hoy se transmite oralmente de maestro a alumno, tanto dentro como fuera de la familia.
Un patrimonio que incluye las historias representadas y los métodos de representación, los códigos de actuación (por ejemplo, el código sonoro, el código kinésico); las técnicas de construcción de marionetas y de pintura de escenas y carteles. La transmisión de esto patrimonio tiene lugar en las empresas y talleres artesanales principalmente a través de la escucha y la observación del maestro por parte del joven aprendiz.
En el contexto tradicional, la transmisión de este patrimonio inmaterial se veía facilitada por el disfrute nocturno y cotidiano del espectáculo: acudiendo al teatro noche tras noche, se podía escuchar y ver las historias representadas y ver a los maestros trabajando cada día, asegurando así el cambio generacional y la perpetuación del conocimiento.
Aunque la crisis de mediados de siglo provocó una importante irregularidad en las representaciones, aún hoy la transmisión de este patrimonio se realiza de forma tradicional. Para reforzar el proceso de transmisión del patrimonio vivo de la Opera dei pupi siciliana y responder con eficacia a los desafíos del nuevo milenio, en 2018 las compañías de los pupari se reunieron en la "Red Italiana de Organizaciones para la Protección, la Promoción y la Valorización de la Opera de los pupi".

## Los Personajes
Entre los personajes principales de la epopeya caballeresca de la Opera dei pupi, se encuentran los paladines, al servicio del emperador Carlomagno, la princesa Angélica, algunos sarracenos, enemigos de los paladines, y el traidor Gano:
- Conde Orlando

- Rinaldo

- Ruggero

- Ferraù

- Angelica

- Gano di Maguncia

## La Opera dei pupi en Sicilia
Declarada por la UNESCO Obra maestra del patrimonio oral e inmaterial de la humanidad en 2001, el teatro de la Opera de los pupi tiene dos variantes diferentes: la escuela de "Palermo", en la parte occidental de Sicilia, y la escuela de "Catania", en la parte oriental de Sicilia.

### La Opera dei pupi de Catania

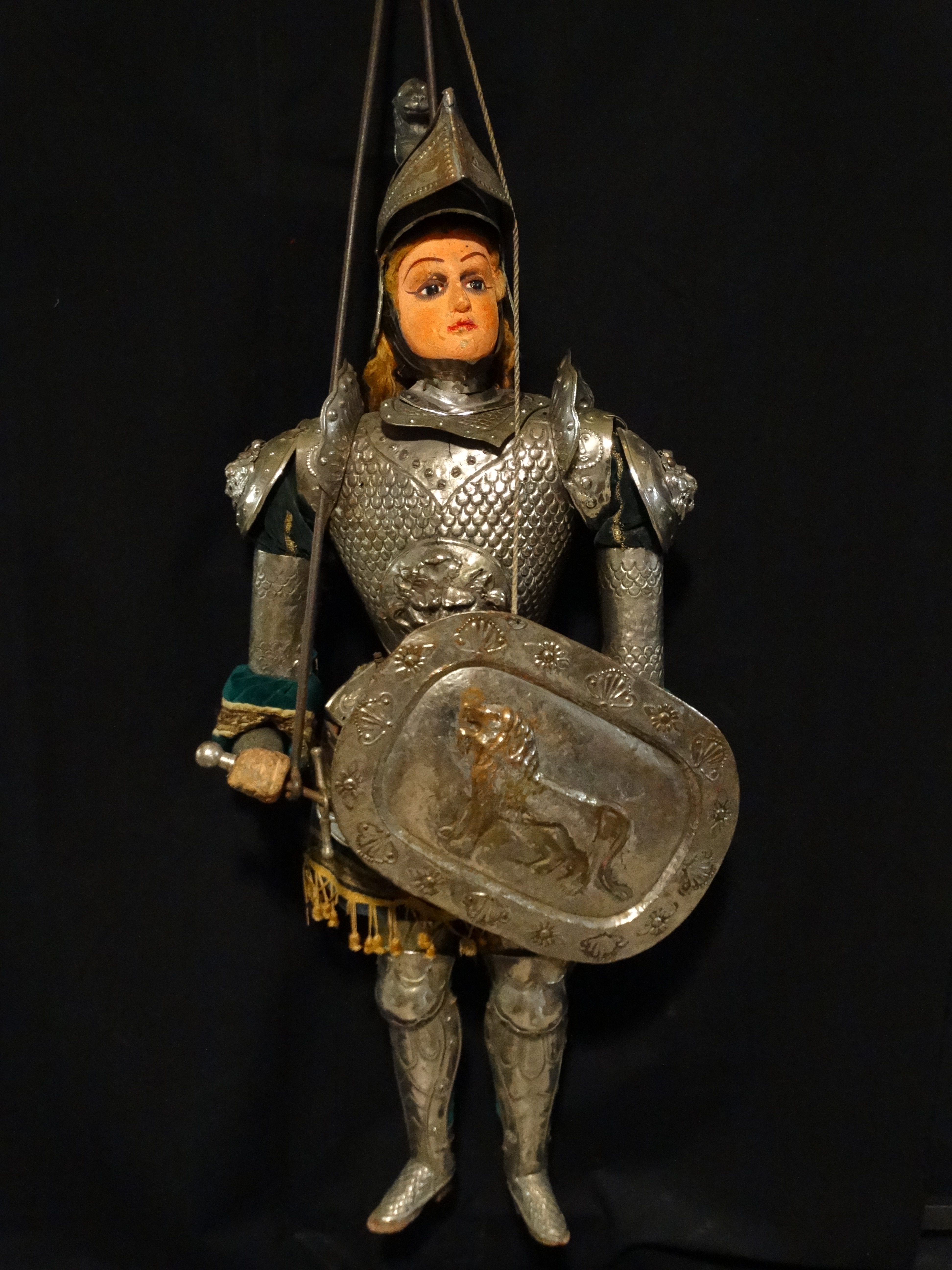
Títere de Catania, Tigreleone. Colección de Marionettistica Fratelli Napoli, en el Museo Internacional de Marionetas Antonio Pasqualino, Palermo.

La Opera dei pupi de escuela “catanese” caracteriza el este de Sicilia, en particular las provincias de Catania, Messina y Siracusa. La estructura del pupo de Catania tiene el pecho acolchado, característica que lo hace más pesado. Los pupi miden unos 110-130 centímetros y llegan a pesar hasta 30 kilos. Si son guerreros, su espada está casi siempre desenvainada. Sus rígidas rodillas les permiten reposar todo su peso sobre el suelo entre un paso y otro, facilitando la maniobra de los manianti (manipuladores). Ellos suben, detrás de la escena, sobre una pasarela (scannappoggiu) y los manipulan desde arriba. Detrás de la escena estàn los parlaturi (hablador) y una parratrici (habladora) que improvisan diálogos dramáticos o leen distintas partes de un guion. La dirección suele confiarse a uno de los oradores que da instrucciones al manianti. 
En Catania, el repertorio incluía también: Erminio della Stella d'Oro, Guido di Santa Croce, Uzeta il Catanese, Farismane e Siface, Tramoro di Medina y Guelfo di Negroponte.
A estos ciclos se añadió Belisario di Messina, una historia representada en Messina, "que marca una peculiaridad específica de la ciudad del estrecho con respecto a la tradición catanese de la Opera dei Pupi".
En la Opera de los pupi de la escuela catanese, el espectáculo venía acompañado por la música de una pequeña orquesta que incluía instrumentos de plectro y, a veces, un acordeón y algunos instrumentos de viento. Hoy en día, se tiende a utilizar música grabada.
En Catania, los carteles están pintados al temple sobre papel de embalaje y representan la escena principal del episodio nocturno. En el cartel estaba clavado el "ricordino", una hoja de papel removible que mostraba los rasgos salientes del episodio.

#### Las variantes de Acireale y Siracusa
Las variantes estilísticas de la tradición catanesa de la Opera de lo pupi son la de Acireale y la de Siracusa.
En Acireale existe un sistema de maniobra diferente, según el cual los pupi se mueven desde un puente más alto del proscenio colocado delante del telón de fondo. También los pupi presentan algunas diferencias: son de menor tamaño y los hierros de maniobra del brazo principal y del derecho son muy largos y ambos tienen un gancho en el extremo superior. En Acireale, como en Palermo, el orador presta su voz a personajes masculinos y femeninos.
"En Siracusa, en los teatros históricos de la familia Puzzo, los pupi, similares en tamaño, peso, sistema de maniobra y repertorio a las de Catania, tenían, sin embargo, piernas con articulación de rodilla".

##### La comunidad patrimonial
" Actualmente existen cinco familias de pupari en el este de Sicilia que son los custodios del patrimonio oral e inmaterial de la Opera dei pupi, así como de los bienes materiales (pupi, carteles, escenarios, equipos escénicos, etc.) tanto históricos como en uso para la realización de los espectáculos "
- Marionettistica Fratelli Napoli di Napoli Fiorenzo (Catania)
- Associazione culturale “Opera dei pupi messinesi Gargano” (Messina)
- Associazione “La compagnia dei pupari Vaccaro-Mauceri” (Siracusa)
- Associazione Opera dei Pupi Turi Grasso (Acireale)
- Antica Compagnia Opera dei Pupi Famiglia Puglisi (Sortino)

### La Opera dei pupi de Palermo

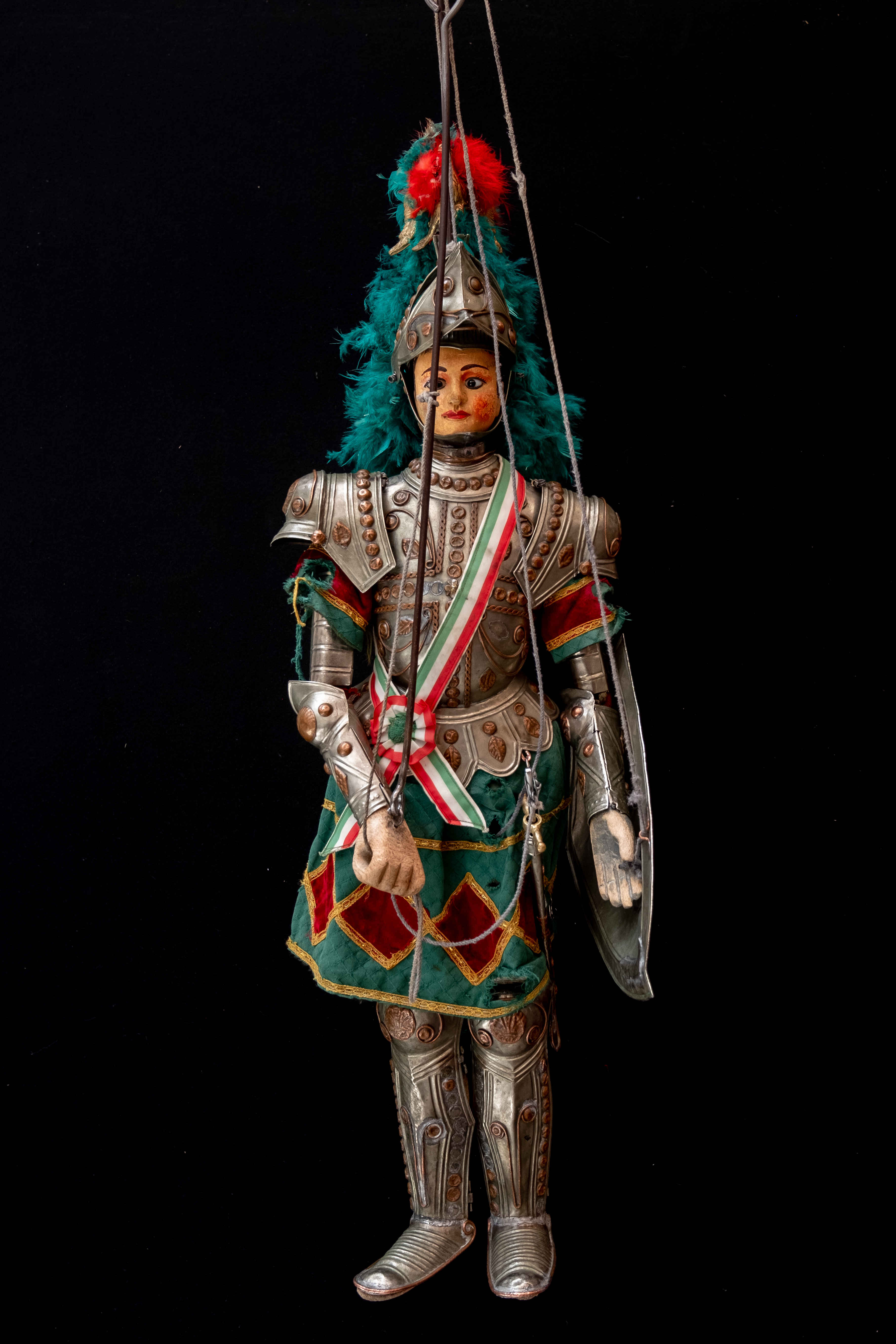
Pupo de Palermo, Orlando. Colección de la Compañía Brigliadoro, Palermo

El estilo "palermitano" de la Opera de los pupi caracteriza la Sicilia occidental y, en particular, las provincias de Palermo, Agrigento y Trapani. Los pupi de Palermo miden unos 90 cm de altura y pesan entre 5 y 10 kilos. Sus piernas pueden realizar un movimiento pendular, tienen rodillas articuladas y pueden desenvainar y envainar la espada gracias a un hilo que pasa por la mano derecha y que conecta el hierro de maniobra con la empuñadura de la espada.
En Palermo, los pupari se sitúan a los lados del escenario (por eso el teatro es más profundo que ancho) y, escondidos por las alas laterales, actúan en el mismo plano que los pupi, extendiendo los brazos. El maestro puparo se sitúa detrás del bastidor derecho (el izquierdo de los espectadores), dirige el espectáculo, maniobra los pupi, improvisa los diálogos prestando su voz a todos los personajes (incluidos los femeninos) y crea los efectos de sonido e iluminación.
El espectáculo se acompañaba con la música de uno o varios violines, que, a finales del siglo XIX, fueron sustituidos por el piano de cilindros, que aún se utiliza hoy en día.
Los carteles palermitanos, pintados al temple sobre lienzo, están divididos en varios cuadros, generalmente ocho, llamados "ajedrez". Cada ajedrez, a menudo subtitulado, corresponde a uno de los episodios del largo ciclo carolingio. En el jaque mate correspondiente a la función de la tarde se adjuntaba una hoja con la inscripción "hoy", que indicaba en qué momento del ciclo se había llegado.

#### La comunidad patrimonial
"Actualmente existen ocho compañías de titiriteros de la escuela palermitana que son los custodios del patrimonio oral e inmaterial de la Opera de los pupi, así como de los bienes materiales (pupi, carteles, escenarios, herramientas, etc.) tanto históricos como en uso para la realización de los espectáculos":
Palermo:
- Associazione culturale Agramante di Vincenzo Argento
- Associazione culturale “Franco Cuticchio”
- Associazione Culturale Marionettistica Popolare Siciliana di Angelo Sicilia
- Associazione culturale teatrale Carlo Magno di Vincenzo Mancuso
- Associazione Figli d’Arte Cuticchio
- Associazione opera dei pupi Brigliadoro di Salvatore Bumbello
- Compagnia TeatroArte Cuticchio di Girolamo Cuticchio

Alcamo:
- Associazione Culturale Opera dei pupi Siciliani “G. Canino”

### Difusión posterior

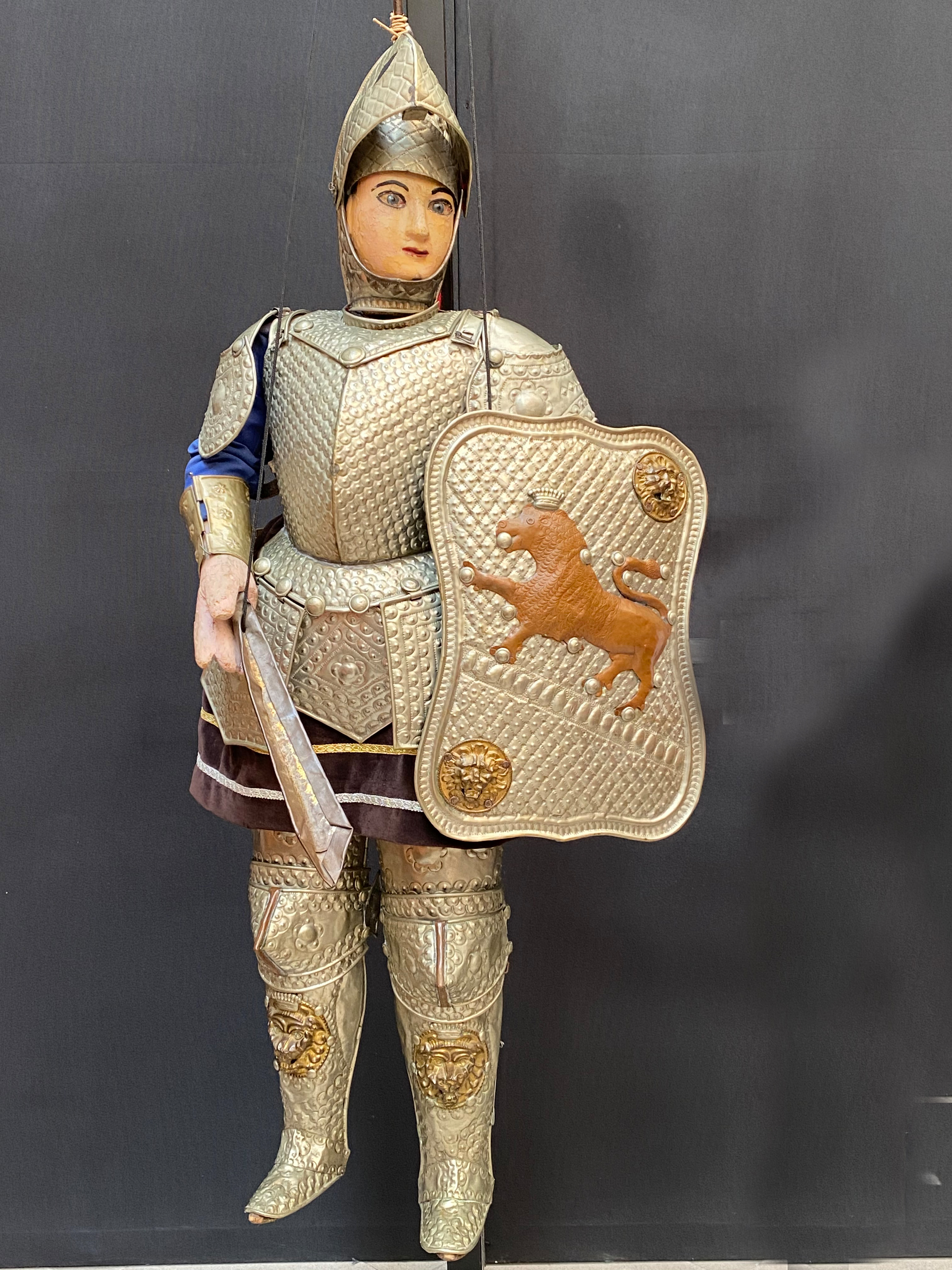
Títere, estilo Nápoles, Renaud. De la colección del Museo Internacional de Marionetas Antonio Pasqualino, Palermo

La Opera de los pupi está atestiguada en Campania y Puglia, cuyos pupi tienen las mismas características mecánicas y figurativas.
Los pupi dotados de un esqueleto de madera acolchado, miden 110 cm de altura y pesan aproximadamente 20 kg. Las piernas son semi-articuladas. Tienen una sola plancha de maniobra, ya que los dos brazos se manejan con cables. Los titiriteros manejaron las marionetas desde un puente elevado detrás del telón de fondo y prestaron sus voces a las marionetas leyendo de un guion colocado en un atril deslizante.
Como en Catania, la posición de los pupanti determina una mayor anchura del escenario y una profundidad reducida.
Además de las Historias guerreras, entre las que se encuentran el Ciclo dei Paladini, el Guerrin Meschino y el Palmerino d'Ulivo, también se representaban en Nápoles cuentos histórico-románticos, historias de bandidos y las historias de los guapos.
En Nápoles, los carteles están pintados al temple con colores pastel sobre papel de embalaje o lienzo, y representan una única escena a la que se adjuntaba una hoja que resumía los acontecimientos del día.
Entre las compañías más famosas de Campania están las de Angelo Buonandi, Corelli, Di Giovanni, Alfredo Farina y Verbale.

### Museos y colecciones en Sicilia
Si el espectáculo es el momento en el que se pone en marcha el patrimonio oral e inmaterial de los maestros pupari, los objetos de la opera de los pupi (pupi, telones de fondo y carteles, etc.) constituyen también un valioso patrimonio de bienes materiales capaz de restituir la historia de la opera de los pupi, las diferentes fases de su historia, las innovaciones, los talentos artesanales que la han animado. Entre los museos y colecciones más representativos de los oficios de las familias de pupari se encuentran:
- Museo internazionale delle marionette Antonio Pasqualino, Palermo;
- Collezione Fondazione Ignazio Buttitta - Galleria delle arti popolari di Geraci;
- Collezione Nino Canino - Real Cantina Borbonica, Partinico;
- Collezione Ninì Cocivera - Museo cultura e musica popolare dei Peloritani, Gesso;
- Collezione Giacomo Cuticchio Senior - Palazzo Branciforte, Palermo;
- Collezione Ignazio Munna, Monreale;
- Collezione del Teatro Pennisi-Macrì di Acireale;
- Collezione Gesualdo Pepe, Caltagirone;
- Collezione Museo etnografico siciliano Giuseppe Pitré, Palermo;
- Collezione Agostino Profeta, Licata;
- Collezione dell’Opera dei pupi Antica Famiglia Puglisi - Museo cívico, Sortino;
- Collezione dell’Opera dei pupi di Randazzo.

## Vale la pena saber
La opera de los pupi alimenta la fantasía y el imaginario colectivo, tanto en el teatro como en el cine y en la artesanía. Por ejemplo, en 2015 Girolamo Botta, originario de Palermo, fundó la empresa de arte G.Botta en Sulmona. Con su teatro móvil, lleva al centro de Italia pupi y pinturas populares, que realiza a menor escala con respecto a los pupi tradicionales de escuela palermitana: de hecho, las marionetas miden 70 cm, y el teatro también es de menor escala. Más tarde, creó los "pupi italici", que cuentan las hazañas de los guerreros de los pueblos osco-umbrios durante la Guerra Social contra la República Romana.

## En los medios de comunicación
Existen numerosas apariciones cinematográficas de la Opera de los pupi, así como películas documentales producidas. A continuación se ofrece una lista no exhaustiva:
Apariciones en películas y revisitaciones:
- Totò a colori, regia di Steno, 1952;
- Che cosa sono le nuvole, di Pier Paolo Pasolini, 1967
- Il padrino - Parte II regia di Francis Ford Coppola: nel film del 1974, vi è una scena in cui nella Little Italy del primo Novecento viene rappresentato un teatrino dei pupi siciliani;

Películas documentales:
- Nasce un paladino, regia di Roberto Andò e Rita Cedrini, 1983;
- Per filo e per segno, regia di Roberto Andò, 1990;
- In viaggio con i Pupi, regia di Maurizio Sciarra, 2008;
- L'Infanzia di Orlandino. Antonio Pasqualino e l'Opera dei Pupi, regia di Matilde Gagliardo e Francesca Milo, 2014;
- Pupi a 360 gradi, regia di Alessandra Grassi, 2018;
- Cùntami, regia di Giovanna Taviani, 2021;
- Pupus, regia di Miriam Cossu Sparagano Ferraye, 2021.